# Francesco di Valdambrino
Foi um pintor e escultor do pré-renascimento, em atividade no Trecento e Quattrocento, amigo de Jacopo della Quercia. 
Em 1401, participou com Filippo Brunelleschi, Jacopo della Quercia, Simone da Colle Val d'Elsa, Niccolò di Piero Lamberti e Niccolò di Luca Spinelli do concurso que escolheu o artista que deveria decorar a porta norte do Batistério de São João em Florença, vencido por Lorenzo Ghiberti.